# (1236) Таис
(1236) Таис (лат. Thaïs) — астероид из группы главного пояса, принадлежащий к спектральному классу T. Он был открыт 6 ноября 1931 года в Симеизской обсерватории русским (советским) астрономом Григорием Неуйминым. Назван в честь известной афинской гетеры — Таис, пользовавшейся благосклонностью Александра Македонского. Свой полный оборот вокруг Солнца астероид совершает за 3,79 юлианских года.

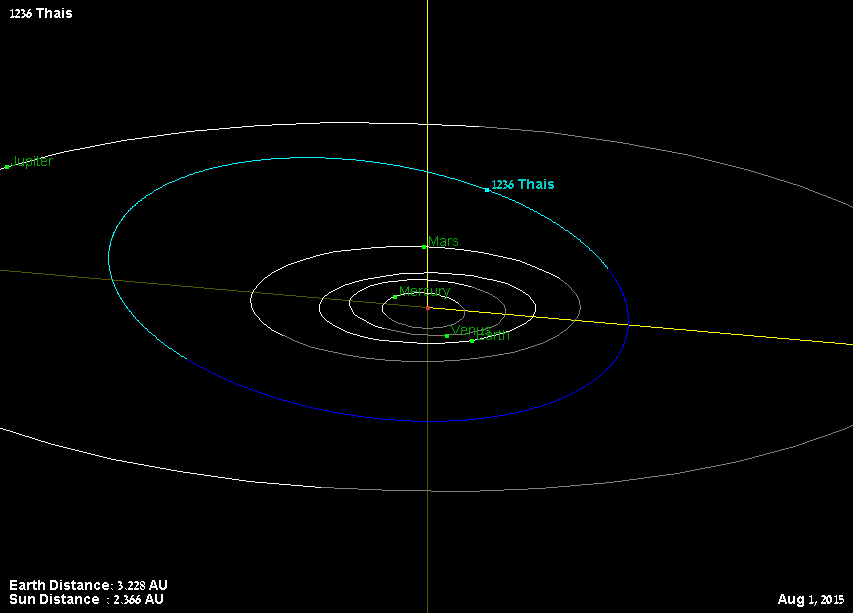
Орбита астероида Таис и его положение в Солнечной системе